# Lajos Bíró
Lajos Bíró (født Lajos Blau)(22. August 1880 – 9. September 1948) var en ungarsk romanforfatter, dramatiker og manuskriptforfatter, som skrev mange film fra de tidlige 1920'ere til de sene 1940'ere. Han blev født i Nagyvárad, Østrig-Ungarn (i dag Oradea, Rumænien). Han flyttede til Storbritannien hvor han arbejdede som scenariechef for London Film Productions ledet af Alexander Korda. Bíró samarbejdede flere gange på manuskripter med Arthur Wimperis. Han døde i London 9. september 1948 af et hjerteanfald.

## Ekstern Henvisning
- Lajos Bíró på Internet Movie Database (engelsk)